# Гофман, Адриана
Адриана Гофман (исп. Adriana E. Hoffmann Jacoby; 29 января 1940, Сантьяго — 20 марта 2022, Сантьяго) — чилийский ботаник, эколог и писательница. Министр окружающей среды Чили в 2000 и 2001 годах. Её главный интерес — кактусовые. Лауреат от Cactus and Succulent Society of America. Гофман являлась автором более десятка книг о флоре Чили, она определила и классифицировала 106 новых видов кактусов.

## Растения, описанные Адрианой Гофман
Описала более тысячи наименований растений
| Фотография | Название |
| ---------- | --- |
|            | Copiapoa humilis (Phil.)Hutchinson var. taltalensis (Werderm.) A.E.Hoffm. (syn. Copiapoa taltalensis (Werderm.)Looser basionym) |